# Chondrodysplasie métaphysaire type Jansen
 Mise en garde médicale
La chondrodysplasie métaphysaire type Jansen est une anomalie de l'ostéogénèse touchant principalement la métaphyse des os longs par retard de la maturation des chondrocytes.

## Autres noms
- Chondrodysplasie métaphysaire type Murk Jansen.
- Dysostose métaphysaire.

## Étiologie
- Mutation  du gène PTHR (en) 168468 situé au niveau du chromosome  3  codant le récepteur de la protéine PTHrp (Parathyroid Hormone related protein). Quatre mutations sont connues.

## Incidence & prévalence
Très rare.

## Description
L’enfant à la naissance peut sembler normal ou être porteur d’un nanisme par raccourcissement des membres. Le nouveau-né peut manifester des signes d’hypercalcémies dès la naissance.
Les personnes atteintes sont petites (la mère du premier cas mesurait 102 centimètres). Les dernières phalanges sont très courtes. La colonne vertébrale, le pelvis et les membres inférieures sont déformés.
Un faciès caractéristique avec menton fuyant, joues proéminentes.
Une surdité peut apparaître par compression nerveuse résultant de la sclérose crânienne.

### Mode transmission
Il s'agit d'une transmission autosomique dominante, en rapport avec une mutation de novo dans la plupart des cas.

## Sources
- (fr) Site en français de renseignement sur les maladies rares et les médicaments orphelins
- (en) Online Mendelian Inheritance in Man, OMIM (TM). Johns Hopkins University, Baltimore, MD. MIM Number: 156 400